# The KMPlayer

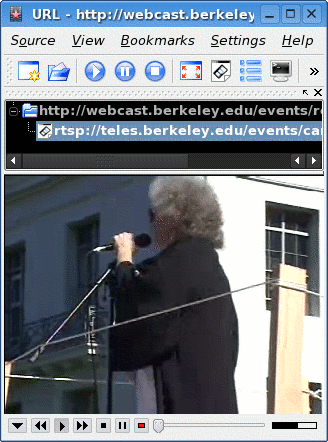
Captura de pantalla de KMPlayer

KMPlayer es un reproductor de audio y vídeo para Microsoft Windows con interesantes características. Tiene los codecs para video y audio ya incorporados y por lo tanto no es necesario instalarlos aparte gracias a lo cual se pueden evitar problemas con otras aplicaciones. 
Los formatos que reproduce de forma nativa son: VCD, DVD, AVI, MKV, Ogg, OGM, 3GP, MPEG-1/2/4, WMV7-8-9, VC-1, RealMedia, FLV, H.264 (AVC) y H.263 (DivX, xViD, NeroDigital) entre otros. Además también maneja una amplia variedad de subtítulos y permite capturar audio, video y capturas de pantalla.
El reproductor suministra filtros tanto interna como externamente con un completo entorno en términos de conexiones con otros bifurcadores, decodificadores, entre otras muchas cosas. En la última versión se ha incluido una función para mostrar las vistas previas de los videos a modo de thumbnails para que cuando haya una gran cantidad sea más fácil acceder a ellos.